# Volba prezidenta Československa 1953
Volba prezidenta Československa proběhla 21. března 1953 ve Vladislavském sále Pražského hradu, na schůzi Národního shromáždění republiky Československé, kterou vedl předseda Oldřich John. Předchozí prezident Klement Gottwald zemřel během výkonu funkce 14. března 1953, krátce po návratu z pohřbu sovětského vůdce Josifa Vissarionoviče Stalina. Antonín Zápotocký byl jednohlasně zvolen pátým československým prezidentem.

## Průběh a výsledky volby
Prezidentské volby se účastnilo celkem 271 poslanců, kteří hlasovali zdvihnutím ruky nebo povstáním v poslanecké lavici. Zápotocký obdržel hlasy všech zúčastněných poslanců.